# Pallanuoto alla XXX Universiade - Torneo femminile
Il torneo femminile di pallanuoto alla XXX Universiade si è svolto dal 2 al 13 luglio 2019 presso la Piscina Comunale di Casoria, in Italia. Le partite delle semifinali e delle finali si svolgeranno, invece, presso la Piscina Scandone di Napoli, in Italia. Il torneo è stato vinto dall'Ungheria, che ha battuto l'Italia in finale.

## Squadre qualificate
- Australia
- Canada
- Cina
- Francia
- Giappone
- Italia
- Rep. Ceca
- Russia
- Stati Uniti
- Ungheria

## Risultati

### Fase a gironi

#### Gruppo A
| Pos. | Squadra   | Pt | G | V | N | P | GF | GS | DR  |
| ---- | --------- | -- | - | - | - | - | -- | -- | --- |
| 1.   | Ungheria  | 8  | 4 | 4 | 0 | 0 | 73 | 22 | 51  |
| 2.   | Canada    | 6  | 4 | 3 | 0 | 1 | 50 | 35 | 15  |
| 3.   | Giappone  | 4  | 4 | 2 | 0 | 2 | 49 | 49 | 0   |
| 4.   | Francia   | 2  | 4 | 1 | 0 | 3 | 30 | 49 | -19 |
| 5.   | Rep. Ceca | 0  | 4 | 0 | 0 | 4 | 29 | 76 | -47 |

| Data     | Ora   | Gara      | Gara    | Gara      |
| -------- | ----- | --------- | ------- | --------- |
| 2 luglio | 13:30 | Ungheria  | 17 - 3  | Francia   |
| 2 luglio | 15:30 | Canada    | 12 - 10 | Giappone  |
| 3 luglio | 09:30 | Francia   | 10 - 17 | Giappone  |
| 3 luglio | 11:30 | Ungheria  | 22 - 5  | Rep. Ceca |
| 5 luglio | 13:30 | Giappone  | 15 - 9  | Rep. Ceca |
| 5 luglio | 15:30 | Francia   | 1 - 8   | Canada    |
| 7 luglio | 13:30 | Rep. Ceca | 8 - 23  | Canada    |
| 7 luglio | 15:30 | Giappone  | 7 - 18  | Ungheria  |
| 8 luglio | 13:30 | Canada    | 7 - 16  | Ungheria  |
| 8 luglio | 15:30 | Rep. Ceca | 7 - 16  | Francia   |

#### Gruppo B
| Pos. | Squadra     | Pt | G | V | N | P | GF | GS | DR  |
| ---- | ----------- | -- | - | - | - | - | -- | -- | --- |
| 1.   | Italia      | 8  | 4 | 4 | 0 | 0 | 37 | 31 | 6   |
| 2.   | Russia      | 6  | 4 | 3 | 0 | 1 | 52 | 37 | 15  |
| 3.   | Australia   | 4  | 4 | 2 | 0 | 2 | 40 | 39 | 1   |
| 4.   | Stati Uniti | 2  | 4 | 1 | 0 | 3 | 38 | 40 | -2  |
| 5.   | Cina        | 0  | 4 | 0 | 0 | 4 | 37 | 57 | -20 |

| Data     | Ora   | Gara        | Gara    | Gara        |
| -------- | ----- | ----------- | ------- | ----------- |
| 2 luglio | 17:30 | Stati Uniti | 9 - 10  | Russia      |
| 2 luglio | 19:30 | Australia   | 15 - 4  | Cina        |
| 4 luglio | 17:30 | Russia      | 17 - 12 | Cina        |
| 4 luglio | 19:30 | Stati Uniti | 6 - 8   | Italia      |
| 5 luglio | 17:30 | Russia      | 17 - 7  | Australia   |
| 5 luglio | 19:30 | Cina        | 10 - 11 | Italia      |
| 7 luglio | 17:30 | Cina        | 11 - 14 | Stati Uniti |
| 7 luglio | 19:30 | Italia      | 9 - 7   | Australia   |
| 8 luglio | 17:30 | Australia   | 11 - 9  | Stati Uniti |
| 8 luglio | 19:30 | Italia      | 9 - 8   | Russia      |

### Spareggi
Dopo la fase a gironi si affrontano per gli spareggi la quarta e la quinta squadra di ogni gruppo reciprocamente (4A contro 5B, 5A contro 4B) per conoscere le due squadre che entreranno a far parte dei quarti.
| Data     | Ora   | Gara      | Gara   | Gara        |
| -------- | ----- | --------- | ------ | ----------- |
| 9 luglio | 13:30 | Francia   | 1 - 12 | Cina        |
| 9 luglio | 15:30 | Rep. Ceca | 5 - 25 | Stati Uniti |

## Fase finale

### Tabellone principale
|  | Quarti di finale       | Quarti di finale       |                        |        | Semifinali                | Semifinali                |  |  | Finale                 | Finale |
|  |                        |                        |                        |        |                           |                           |  |  |                        |        |
|  | 10 luglio 2019 - 19:30 |                        |                        |        |                           |                           |  |  |                        |        |
|  |                        |                        |                        |        |                           |                           |  |  |                        |        |
|  | Giappone               | 8                      |                        |        |                           |                           |  |  |                        |        |
|  | Giappone               | 8                      | 12 luglio 2019 - 18:00 |        |                           |                           |  |  |                        |        |
|  | Italia                 | 12                     |                        |        |                           |                           |  |  |                        |        |
|  | Italia                 | 12                     | Italia                 | 15     |                           |                           |  |  |                        |        |
|  | 10 luglio 2019 - 13:30 |                        | Italia                 | 15     |                           |                           |  |  |                        |        |
|  |                        | Canada                 | 7                      |        |                           |                           |  |  |                        |        |
|  | Canada                 | Canada                 | 7                      | 10     |                           |                           |  |  |                        |        |
|  | Canada                 |                        | 13 luglio 2019 - 20:00 | 10     |                           |                           |  |  |                        |        |
|  | Stati Uniti            | 9                      |                        |        |                           |                           |  |  |                        |        |
|  | Stati Uniti            | 9                      | Italia                 | 7      |                           |                           |  |  |                        |        |
|  | 10 luglio 2019 - 15:30 |                        | Italia                 | 7      |                           |                           |  |  |                        |        |
|  |                        | Ungheria               | 8                      |        |                           |                           |  |  |                        |        |
|  | Ungheria               | Ungheria               | 8                      | 7      |                           |                           |  |  |                        |        |
|  | Ungheria               | 12 luglio 2019 - 20:00 |                        | 7      |                           |                           |  |  |                        |        |
|  | Australia              | 4                      |                        |        |                           |                           |  |  |                        |        |
|  | Australia              | 4                      | Ungheria               | 16     | Finale per il terzo posto | Finale per il terzo posto |  |  |                        |        |
|  | 10 luglio 2019 - 17:30 |                        | Ungheria               | 16     | Finale per il terzo posto | Finale per il terzo posto |  |  |                        |        |
|  |                        | Russia                 | 14                     |        |                           |                           |  |  |                        |        |
|  | Russia                 | Russia                 | 14                     | 12     | Canada                    | 7                         |  |  |                        |        |
|  | Russia                 |                        |                        | 12     | Canada                    | 7                         |  |  |                        |        |
|  | Cina                   | 8                      |                        | Russia | 22                        |                           |  |  |                        |        |
|  | Cina                   | 8                      |                        |        | 22                        |                           |  |  |                        |        |
|  |                        |                        |                        |        |                           |                           |  |  | 13 luglio 2019 - 18:00 |        |
|  |                        |                        |                        |        |                           |                           |  |  |                        |        |

### Tabellone per la 5-8 posizione
|  | Semifinali  | Semifinali  | Semifinali |           |          | Finale          | Finale          | Finale          |  |
|  |             |             |            |           |          |                 |                 |                 |  |
|  | Giappone    | Giappone    | 10         |           |          |                 |                 |                 |  |
|  | Giappone    | Giappone    | 10         |           |          |                 |                 |                 |  |
|  | Stati Uniti | Stati Uniti | 9          |           |          |                 |                 |                 |  |
|  | Stati Uniti | Stati Uniti | 9          |           | Giappone | Giappone        | 10              |                 |  |
|  |             |             |            |           | Giappone | Giappone        | 10              |                 |  |
|  |             |             | Australia  | Australia | 11       |                 |                 |                 |  |
|  | Stati Uniti | Stati Uniti | Australia  | Australia | 11       | 12              |                 |                 |  |
|  | Stati Uniti | Stati Uniti |            |           |          | 12              |                 |                 |  |
|  | Cina        | Cina        | 7          |           |          | Finale 3º posto | Finale 3º posto | Finale 3º posto |  |
|  | Cina        | Cina        | 7          |           |          |                 |                 |                 |  |
|  |             |             |            |           |          |                 |                 |                 |  |
|  |             |             |            |           |          | Stati Uniti     | Stati Uniti     | 9               |  |
|  |             |             |            |           |          | Stati Uniti     | Stati Uniti     | 9               |  |
|  |             |             |            |           |          | Cina            | Cina            | 10              |  |

### Finale 9-10 posizione
Si affrontano le due perdenti degli spareggi.
| 11 luglio 2019, ore 15:30 | Rep. Ceca | 10 – 22 | Francia |  |

## Classifica finale
| Pos. | Squadra     |
| ---- | ----------- |
|      | Ungheria    |
|      | Italia      |
|      | Russia      |
| 4    | Canada      |
| 5    | Australia   |
| 6    | Giappone    |
| 7    | Cina        |
| 8    | Stati Uniti |
| 9    | Francia     |
| 10   | Rep. Ceca   |